# Домиции
Домициите (Domitii или gens Domitia) са плебейска фамилия от 4 век пр.н.е. в Древен Рим. Техните имена са Домиций (Domitius) и за ж. р. Домиция (Domitia).
Фамилията се състои от двата клона с когномина: Ахенобарб (на латински: Ahenobarbus – „бронзова брада“ или „червена брада“) и Калвин (Calvinus). Към Домициите принадлежи и по-късният император Нерон до осиновяването му.
Ахенобарбите стават през 30 пр.н.е. патриции.
Известни членове на фамилята:
- Гней Домиций Калвин (консул 332 пр.н.е.)
- Гней Домиций Калвин Максим, консул 283 пр.н.е.

- Гней Домиций Ахенобарб (консул 192 пр.н.е.)
- Гней Домиций Ахенобарб (консул 162 пр.н.е.)
- Гней Домиций Ахенобарб (консул 122 пр.н.е.)
- Гней Домиций Ахенобарб (консул 96 пр.н.е.), син на консула от 122 пр.н.е.
- Гней Домиций Ахенобарб (претор), убит 82/81 пр.н.е.
- Луций Домиций Ахенобарб (консул 94 пр.н.е.)
- Луций Домиций Ахенобарб (претор), претор 80 пр.н.е.
- Луций Домиций Ахенобарб (консул 54 пр.н.е.)
- Гней Домиций Калвин, консул 53 и 40 пр.н.е.
- Гней Домиций Ахенобарб (консул 32 пр.н.е.)
- Луций Домиций Ахенобарб (консул 16 пр.н.е.)
- Луций Домиций Ахенобарб, по-известен като император Нерон
- Гней Домиций Ахенобарб (консул 32 г.)
- Гней Домиций Афер, суфектконсул 39 г.
- Гней Домиций Корбулон Старши, претор по времето на Тиберий (номиниран за суфектконсул), баща на суфектконсула от 39 г.
- Гней Домиций Корбулон, военачалник, суфектконсул 39 г.
- Луций Домиций Аполинар, суфектконсул 97 г.
- Гней Домиций Тул, суфектконсул 98 г.
- Гай Домиций Декстер, суфектконсул 183 г., консул 196 г.
- Флавий Домиций Леонтий, консул 344 г.
- Домиций Модест, консул 372 г.

Жени от този род:
- Домиция Корбула, по-старата дъщеря на Гней Домиций Корбулон и сестра на римската императрица Домиция Лонгина
- Домиция Децидиана, съпруга на Гней Юлий Агрикола и свекърва на историка Тацит
- Домиция Калвина, дъщеря на Луций Калпурний Бибул
- Домиция Лепида Старша, леля на император Нерон
- Домиция Лепида, майка на римската императрица Валерия Месалина
- Домиция Лонгина, съпруга на римския император Домициан
- Домиция Луцила Старша, баба на римския император Марк Аврелий
- Домиция Луцила Младша, майка на римския император Марк Аврелий
- Домиция Фаустина (150 – 161), дъщеря на император Марк Аврелий
- Домиция Паулина Стара, майка на император Адриан
- Домиция Паулина Младша, сестра на римския император Адриан
- Света Домиция, светица на православната църква

## Други
- Виа Домиция, първият римски път в Галия, построен по нареждане на проконсул Гней Домиций Ахенобарб през 120 и 118 пр.н.е. и наречена на него.